# Сеньковцы
Сеньковцы (укр. Сеньківці) — село в Золотоношском районе Черкасской области Украины.
Население по переписи 2001 года составляло 291 человек. Почтовый индекс — 19731. Телефонный код — 4737.

## Местный совет
19731, Черкасская обл., Золотоношский р-н, с. Драбовцы